# Fuchsschwanz-Kiefer
Die Fuchsschwanz-Kiefer (Pinus balfouriana) ist eine Pflanzenart aus der Gattung Kiefern (Pinus) innerhalb der Familie der Kieferngewächse (Pinaceae). Sie ist in Kalifornien heimisch. Einzelne Exemplare können bis zu 2.110 Jahre alt werden.

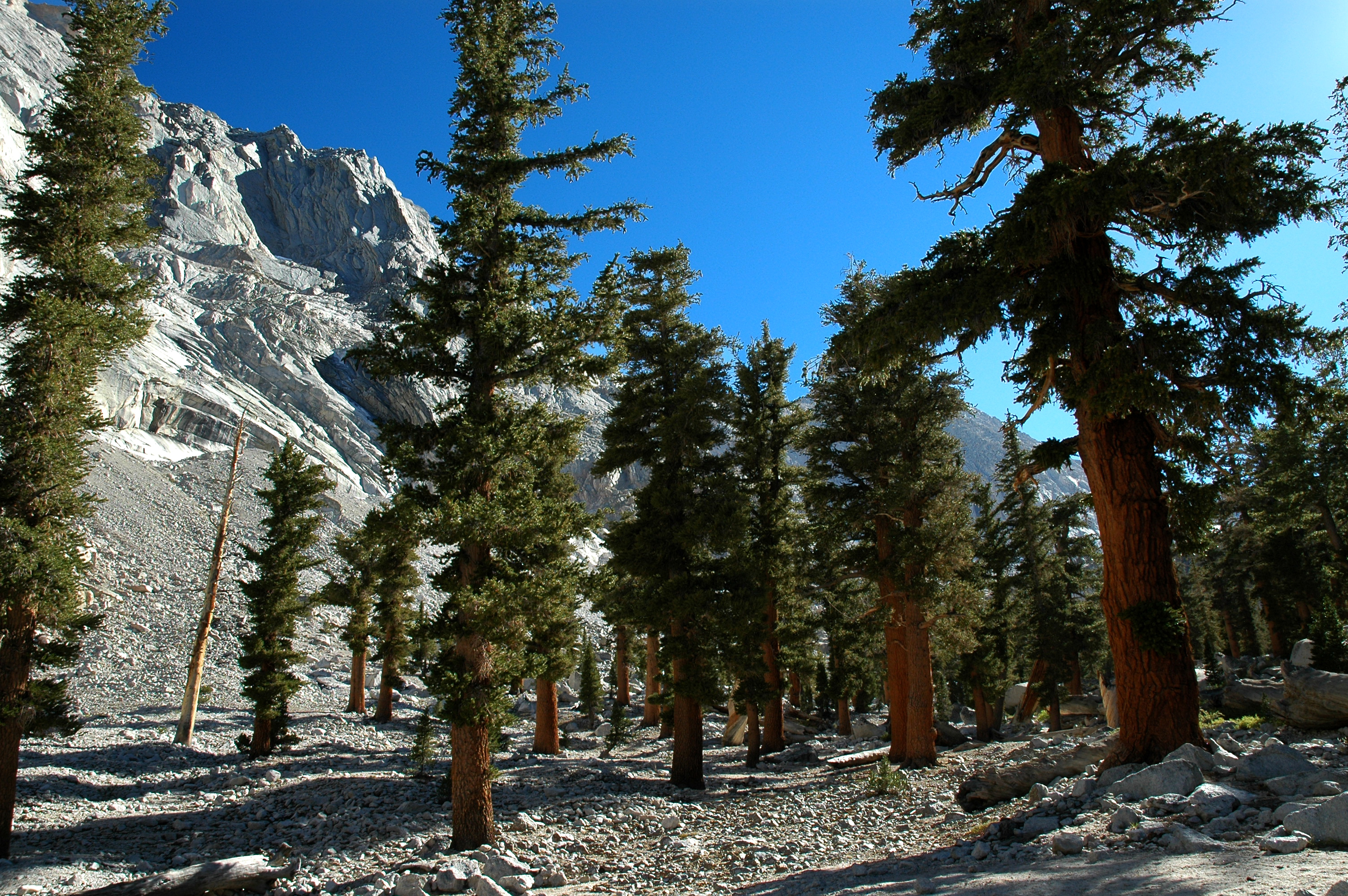
Fuchsschwanz-Kiefern (Pinus balfouriana) in der Sierra Nevada

## Beschreibung

### Habitus
Die Fuchsschwanz-Kiefer wächst als immergrüner Baum, der Wuchshöhen von bis zu 21,3 Metern und einen Brusthöhendurchmesser von bis zu 2,6 Metern erreicht. Durchschnittlich erreicht sie Wuchshöhen zwischen 6 und 15 Metern und einen Brusthöhendurchmesser zwischen 30 und 60 Zentimetern. Da die Art kaum in geschlossenen Beständen wächst, hat sie meist eine höchst unregelmäßige Stamm- und Kronenform. Die Stammbasis des meist sehr abholzigen Stammes ist sehr kräftig. Der Stamm endet meist in einer trockenen Spitze. Auch an der Baumgrenze wächst die Fuchsschwanz-Kiefer nicht strauchförmig, sondern bildet immer einen aufrechten, mitunter aber auch schräg stehenden Stamm aus. Die Äste der Oberkrone sind relativ lang.

### Rinde
Die glatte Borke von Ästen und jungen Stämmen ist hellgrau gefärbt. Sie verfärbt sich später zimtbraun und wird unregelmäßig rissig. Altbäume besitzen meist einen Stamm, bei dem nur ein schmaler Borkenstreifen erhalten geblieben ist, der bis zur Krone reicht. Junge Zweige besitzen eine dunkelbraune Rinde und sind anfangs unregelmäßig behaart.

### Holz
Das weiche Holz ist von gelbbrauner Farbe und mittlerem Gewicht. Das Parenchym ist relativ dickwandig und besitzt zahlreiche einfache Tüpfeln.

### Belaubung
Die relativ steifen Nadeln werden 2 bis 4 Zentimeter lang. Sie sind ganzrandig und scharf zugespitzt. Die Nadeloberseite ist tiefgrün, während die Nadelunterseite graugrün gefärbt ist und weiße Stomatastreifen aufweist. Sie stehen besonders in den Spitzenbereichen der Triebe relativ dicht und sind zum Zweig hin etwas gekrümmt. Die Nadeln stehen immer zu fünft an Kurztrieben und bilden eine Rosette um die Bündelbasis. Sie sind namensgebend für diese Art. Wenn man die Nadeln zerreibt, verströmen sie einen angenehmen aromatischen Duft. Die Nadeln verbleiben zwischen 10 und 20 Jahre am Baum.

### Blüten, Zapfen und Samen
Die Fuchsschwanz-Kiefer wird mit rund 20 Jahren mannbar. Die Blütezeit erstreckt sich von Juli bis August. Die Position und der Aufbau der Blütenzapfen unterscheidet sich nicht von anderen Kiefernarten. Die männlichen Blütenzapfen sind gelb gefärbt. Die sehr kurz gestielten Zapfen verjüngen sich zur Spitze hin und werden zwischen 7 und 13 Zentimeter lang und bis zu 5 Zentimeter breit. Unreife Zapfen sind stumpf schwarzblau gefärbt. Sie reifen im September bis Oktober des zweiten Jahres und sind dann dunkel rotbraun. Die schmalen Zapfenschuppen sind viereckig und besitzen einen sehr kleinen und leicht gebogenen Dorn.
Der geflügelte Samen ist matt purpurrot gefärbt und etwas gefleckt. Die Länge mit Flügel beträgt rund 25 Millimeter, ohne Flügel 6 bis 8 Millimeter. Der Flügel ist fest mit dem Samenkorn verwachsen. Das Tausendkorngewicht beträgt rund 27 Gramm. Die Fuchsschwanz-Kiefer keimt oberirdisch (epigäisch).

### Chromosomenzahl
Die Chromosomenzahl beträgt 2n = 24.

### Ähnliche Arten
Die Fuchsschwanz-Kiefer ähnelt zwei nahe verwandten Kiefernarten. Von der Grannen-Kiefer (Pinus aristata) unterscheidet sie sich durch die fehlenden Harzflocken an den Nadeln, durch die länglichen und oft leicht gekrümmten rotbraunen Zapfen mit konisch verjüngter Basis und den sehr kurzen und dünnen Dornfortsatz der Zapfenschuppen. Zudem sind die jungen Triebe der Grannen-Kiefer kahl und nicht wie bei der Fuchsschwanz-Kiefer fein behaart. Von der Langlebigen Kiefer (Pinus longaeva) unterscheidet sie sich durch die gelben männlichen Blütenzapfen und den kurzen und dünnen Dornfortsatz der Zapfenschuppen.

## Verbreitung und Standort

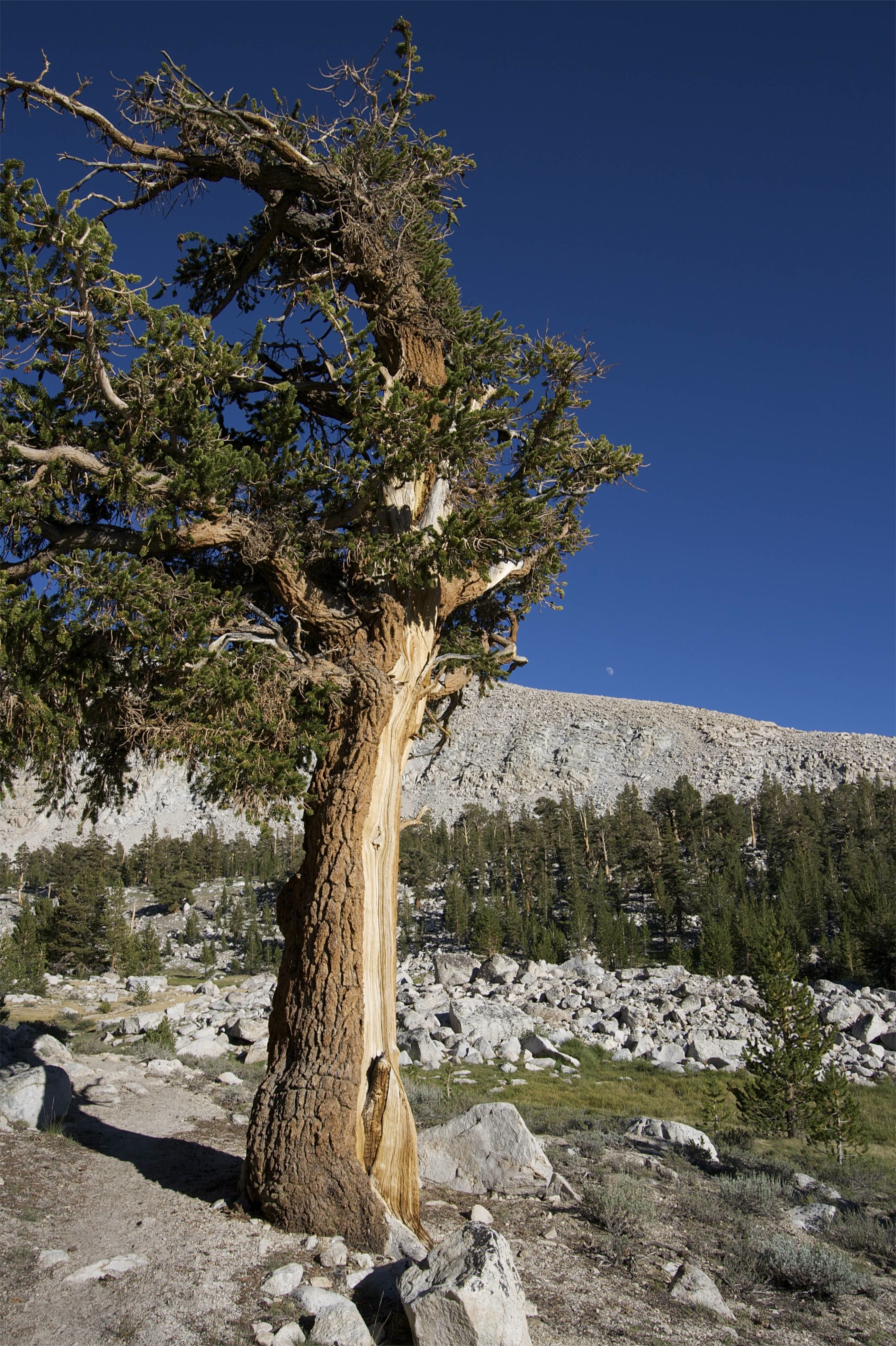
Freistehender Baum in der Sierra Nevada

Die Fuchsschwanz-Kiefer ist in Kalifornien in zwei Teilarealen heimisch. Eines befindet sich im Nordwesten Kaliforniens und erstreckt sich von den Siskiyou Mountains und den Yolla Bolly Mountains im Süden bis zu den Klamath Mountains, den Scott Mountains und den Marble Mountains im Norden. Das zweite Teilareal liegt an den Osthängen der südlichen Sierra Nevada, wo es hauptsächlich die Sequoia-&-Kings-Canyon-Nationalparks umfasst. Ein Einzelvorkommen befindet sich an den Nordhängen des Siretta Peaks. Berichte liegen über Vorkommen im Onion Valley oberhalb von Independence und an der Ostseite des Mount Whitneys vor.
In Europa ist die Fuchsschwanz-Kiefer ausgesprochen selten gepflanzt worden. Zwei ältere Exemplare stehen im Botanischen Garten Edinburgh.
Die Fuchsschwanz-Kiefer ist eine Lichtbaumart und besiedelt alpine Extremstandorte. Die Vegetationszeit beträgt meist nicht mehr als zwei Monate und schließt eine sommerliche Trockenperiode ein. Sie verträgt extreme Kälte, hohe Schneedecken, große Hitze und permanenten Wind. Das natürliche Areal ist meist stark zerklüftet und die Wasserversorgung erfolgt großteils über Schmelzwasser. Es werden vor allem exponierte und trockene Felshänge, Grate und Kuppen, meist ohne Bodendecke, besiedelt. Sie kommt in Höhenlagen von 1.500 bis über 3.000 Metern vor. Sie bildet kaum geschlossene Bestände und wächst meist einzeln. In niedrigen Höhen bildet sie Mischbestände mit der Weißstämmigen Kiefer (Pinus albicaulis), der Küsten-Kiefer (Pinus contorta), dem Westamerikanischen Wacholder (Juniperus occidentalis), dem Utah-Wacholder (Juniperus osteosperma), der Pracht-Tanne (Abies magnifica) und der Berg-Hemlocktanne (Tsuga mertensiana).

## Nutzung
Die Fuchsschwanz-Kiefer wird aufgrund ihrer schwer zu erreichenden Bestände kaum genutzt.

## Krankheiten und Schädlinge
Am natürlichen Standort ist die Fuchsschwanz-Kiefer frei von Krankheiten. Versuche im Labor haben gezeigt, dass die Art von Cronartium ribicola, dem Erreger des Strobenrostes, befallen wird, es also keine Resistenz gibt. Da der Strobenrost die Kiefer nicht befällt, ist der Erreger im natürlichen Verbreitungsgebiet nicht vertreten oder kann die Art dort nicht schädigen. Die beiden Zwergmistelarten Arceuthobium cyanocarpum und Arceuthobium campylopodium befallen gelegentlich die Fuchsschwanz-Kiefer.
Das trockene und harzreiche Holz der Altbäume ist leicht zu entflammen. Es kommt häufig zu Blitzschlägen, die aber kaum Flächenbrände nach sich ziehen, da die Bäume dieser Art meist weit auseinander stehen und kaum eine Bodenflora vorhanden ist.

## Systematik
Die Fuchsschwanz-Kiefer wird innerhalb der Gattung der Kiefern (Pinus) der Untergattung Strobus, der Sektion Parrya und der Subsektion Balfourianae zugeordnet. Die Art wurde 1853 durch John Hutton Balfour im Werk von Andrew Murray: Botanical expedition to Oregon, Band 8, Seite 1 erstbeschrieben. Ein Synonym ist Pinus balfouriana subsp. austrina R.J.Mastrog. & J.D.Mastrog. Das Artepitheton ehrt den britischen Arzt und Botaniker John Hutton Balfour.